# ハリウッド・ミュージカル
『ハリウッド・ミュージカル』は宝塚歌劇団の作品。

## 花組 宝塚大劇場公演
形式名は「グランド・ショー」。10場。
公演期間は1968年11月1日から12月1日まで。
併演は『メナムに赤い花が散る』。

### スタッフ
- 作・演出・振付：バディー・ストーン[1]
- 演出補：小原弘亘[1]
- 音楽[1]：入江薫、寺田瀧雄、吉崎憲治
- 音楽指揮：溝口尭[1]
- 装置：石浜日出雄[1]
- 衣装：静間潮太郎[1]
- ヘアー・デザイン：畠山順吉[1]
- 照明：今井直次[1]
- 小道具：生島道正[1]
- 効果：坂上勲[1]
- 録音：松永浩志[1]
- 通訳[1]：川井秀幸、黒木ひかる
- 振付補：高木祥次[1]
- 製作[1]：宮一郎、野田浜之助

### 主な出演
- 歌う若者：真帆志ぶき[2]
- 歌う女、歌う若者：麻鳥千穂[2]
- 歌う娘：近衛真理[2]
- 歌う青年：甲にしき[2]
- 歌う男[2]：薫邦子、郷ちぐさ、但馬久美

## 花組 東京宝塚劇場公演
公演期間は1969年3月4日から3月31日まで。
併演は『メナムに赤い花が散る』。
主なスタッフにバディー・ストーンがいる。

## 花組 宝塚・東京以外の公演
公演場所は名古屋・中日劇場公演。
公演期間は1969年10月3日から10月12日まで。
併演は『メナムに赤い花が散る』。
主なスタッフにバディー・ストーンがいる。